# Арника широколистная
Arnica latifolia — вид арники, известный под общими названиями «арника широколистная», «арника горная» и «нарцисс леопардовый». Он произрастает в западной части Северной Америки от Аляски на востоке до Северо-Западных территорий и на юге до округа Моно, Калифорния, и округа Таос, Нью-Мексико. Он растет в горных средах, таких как леса и луга.
Arnica latifolia — многолетнее травянистое растение, растущее из длинного корневища и дающее волосатый, преимущественно голый стебель высотой от 10 до 50 сантиметров. У основания есть пучок листьев и обычно несколько пар в нижней части стебля. Листья от копьевидных до широких, почти сердцевидных, обычно зубчатые.
Соцветие содержит одну или несколько ромашковидных цветочных головок, выложенных железистыми филляриями. В центре каждого из них расположены желтые дисковые цветки и несколько желтых лучевых цветков длиной до 3 сантиметров. Плод — семянка с белым хохолком.
Растение впервые описал в 1832 году немецко-русский ботаник Густав Генрих фон Бонгард на основе материала, собранного недалеко от Ситки, ныне на Аляске (тогда называвшейся Русской Америкой)
Вид можно спутать с похожей Arnica cordifolia, от которой его можно отличить по листьям.